# Steynsburg
Steynsburg is een klein dorp met 2500 inwoners, in de regio Oost-Kaap in Zuid-Afrika. Het dorp is gesticht in 1873 door Douwe Steyn.

## Subplaatsen
Het nationaal instituut voor de statistiek, Stats SA, deelt sinds de census 2011 deze hoofdplaats in in 2 zogenaamde subplaatsen (sub place):
Green Fields • Steynburg SP.

## Zie ook

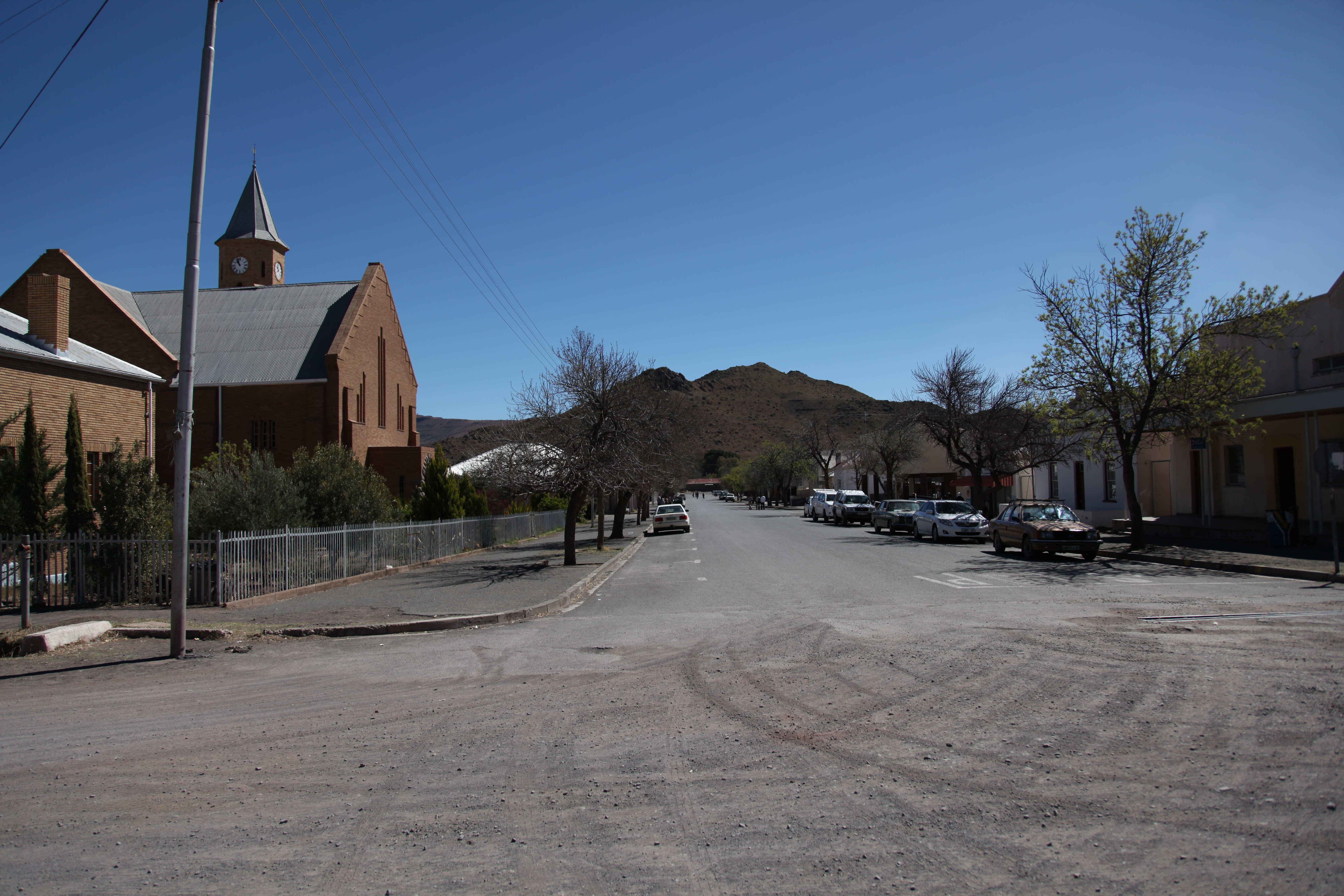
Straat in Steynsburg

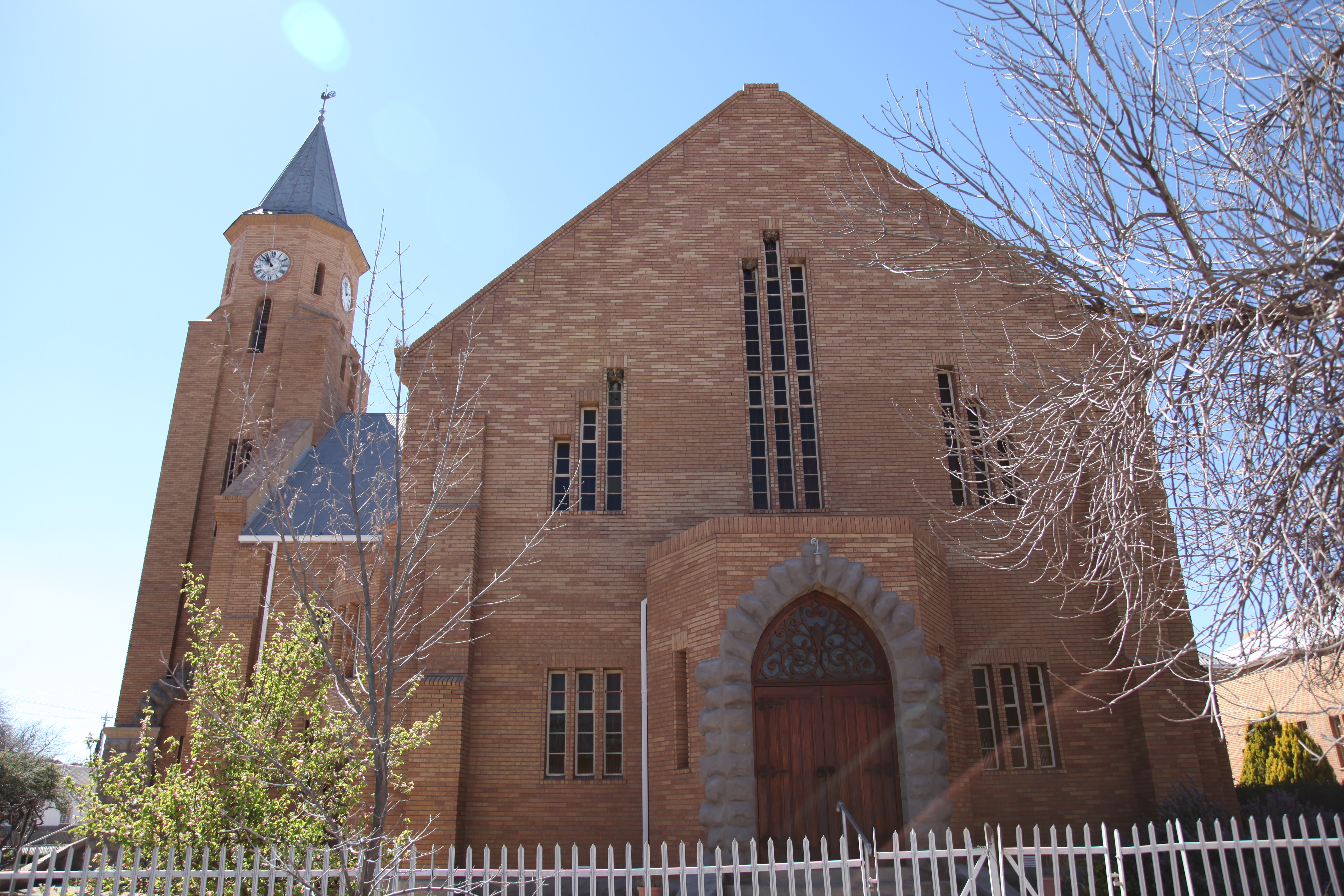
Nederduits Gereformeerde Kerk